# Grietenijhuis Wolvega

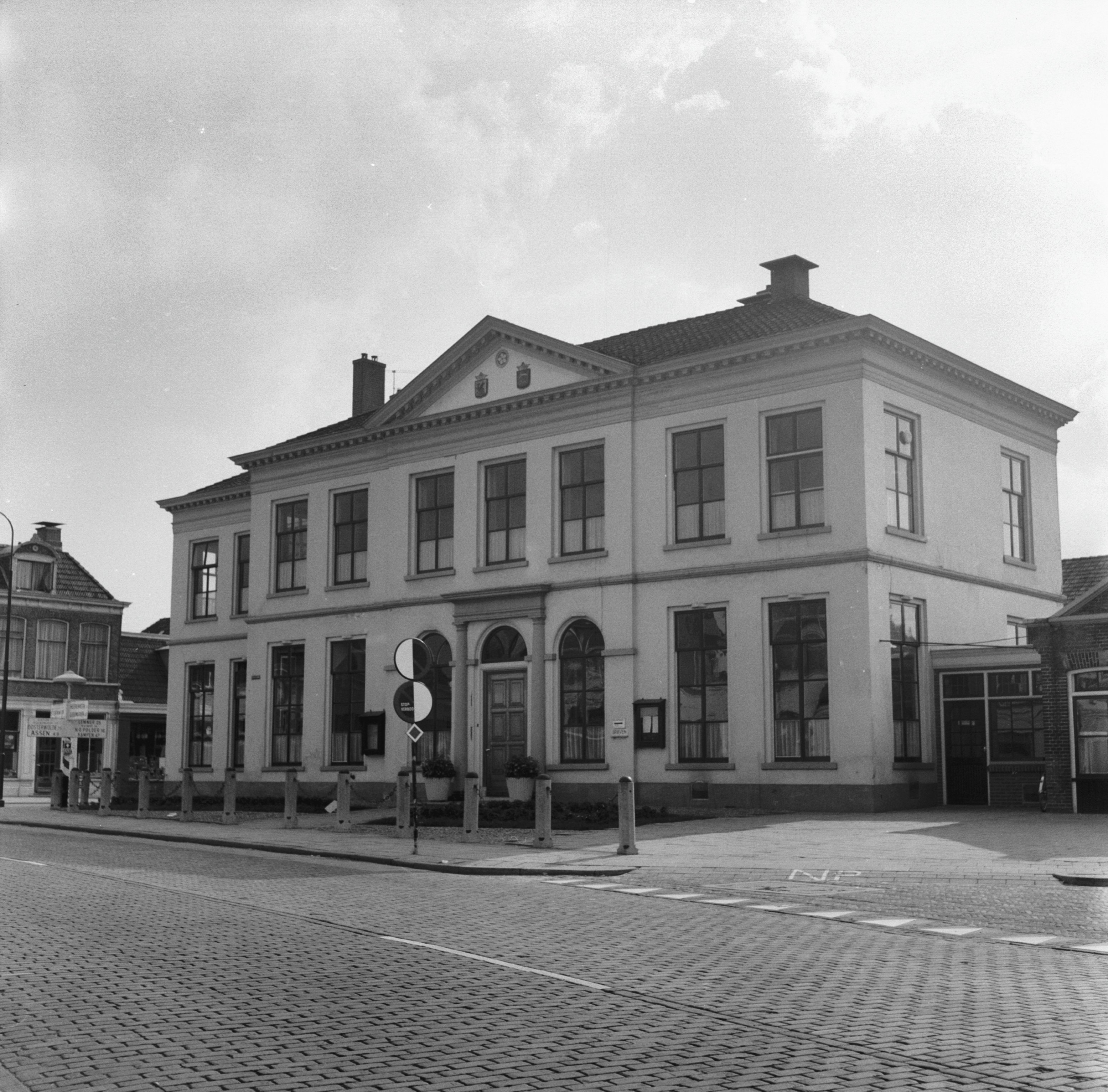
In 1963 nog gemeentehuis

Het voormalige Grietenijhuis Wolvega is een bouwwerk aan de Heerenveenseweg 1 te Wolvega in de gemeente Weststellingwerf. Het gebouw staat op de kruising van de noordzuid lopende Heerensveenseweg (naar Heerenveen) en Steenwijkerweg (naar Steenwijk) en de oostwest lopende Van Harenstraat en Hoofdstraat Oost.

## Geschiedenis
Het gebouw werd in omstreeks 1835 gebouwd in opdracht van de grietman en assessoren van Stellingwerf. Wolvega had net de voorkeur gekregen boven Noordwolde als hoofdplaats van de grietenij. Er werd in 23 april 1835 aanbesteed: "Het bouwen van een geheel nieuw grietenijhuis, te Wolvega, provincie Vriesland". De grietman destijds was Nicolaas van Heloma. Het maakte destijds deel uit van een pakket nieuwbouw en renovatie, met name op het gebied van onderwijs. Er moesten vier nieuwe scholen gebouwd worden en twee verbouwd. Aannemers konden bieden in het dan nog in gebruik zijnde oude grietenijhuis. Het dorp was een aantal jaren daarvoor net aangesloten op het landelijk netwerk aan wegen, in dit geval een weg tussen Zwolle en Leeuwarden. Niet veel later zou ook de trein hier komen (1865). Het gebouw werd later nog uitgebreid met een uitbouw aan de linkerkant, waarbij de oorspronkelijke symmetrie verloren ging (1912).
Het gebouw werd in 1967 opgenomen in het bestand aan rijksmonumenten. Het monumentenregister gaf als reden, dat het breed rechthoekig gebouw, dat gelegen is op een kruising van wegen, is gebouwd in de 19e eeuw onder een laag tentdak. Opvallend aan het gebouw is de forse daklijst. De drie bouwlagen (begane grond, eerste etage, zolder) hebben een middenrisaliet met daarboven een timpaan met afbeelding van het Wapen van Friesland (rechts) en het Wapen van Weststellingwerf (links). De meeste ruiten zijn rechthoekig en verdeeld in zes en acht segmenten, gewoon voor die tijd. De ramen naast de toegangsdeur hebben echter een boogconstructie aan de bovenzijde, hetgeen zich voortzet in het bovenlicht annex snijraam boven die toegangsdeur. De deur bevindt zich tussen pilasters met een bovenlijst. Het gebouw is geheel bepleisterd. Het gebouw kent een neoclassicistische bouwstijl en is van architect/timmerman Elbert de Graaf. Het pand werd daarbij in eerste instantie vergezeld door een uitgestrekte tuin. Wolvega werd ter plaatse volgebouwd. In de 20e eeuw diende het gebouw meestentijds tot gemeentehuis. In september 1980 verlieten de ambtenaren het pand om zich te vestigen in het gebouw aan de Griffioenpark. Het behoud van het pand drukte vervolgens dermate zwaar op de begroting, dat werd besloten het voor een vriendenprijs te verkopen onder de voorwaarde dat het behouden werd. Er kwam vervolgens een horecabedrijf in het gebouw. In de nacht van 12 op 13 september 2017 ontstond brand op de eerste etage, waarbij het gebouw zodanig beschadigd raakte dat het gebouw als verloren werd beschouwd.
In 2003 werd op de oostgevel een plaquette aangebracht ter nagedachtenis van een aantal Stellingwerver militairen die sneuvelden tijdens de Tweede Wereldoorlog.